# Fabricio Oberto
Fabricio Oberto, född 21 mars 1975 i Las Varillas, Argentina, är en argentinsk idrottare som tog OS-brons i basket 2008 i Peking. Detta var Argentinas andra medalj i herrbasket vid olympiska sommarspelen, efter guldet 2004 i Aten, där Oberto deltog. Sedan 2010 spelar han för Portland Trail Blazers.